# タワーホール船堀
タワーホール船堀（タワーホールふなぼり）は、東京都江戸川区船堀4丁目にある江戸川区立の複合文化施設。別称江戸川区総合区民ホール。通称は船堀タワー。1999年3月16日開業。
展望台を一般公開しているタワーとしては都内3位の高さ（115メートル、展望台103メートル）を持つため、1位の東京スカイツリー（634メートル、展望台350メートル・450メートル）、2位の東京タワー（333メートル、展望台150メートル・250メートル）と並べて「東京三大タワー」の一つに数えることもある。 
展望台、大ホールをはじめ、17室の会議室や映画館（船堀シネパル）、結婚式場（船堀マツヤサロン）などからなる複合施設である。

## コンセプト
水辺都市・江戸川区にちなんで「区民の乗合船」をコンセプトに、
- 人と人が出会い、交流し、情報交換などが行えるコンベンション機能
- 区の重要施策である健康、文化、産業の質的向上を図る機能
- 映画・展望・食事など訪れた方々がくつろぎ、楽しめるアミューズメント機能
- 地元に祝福されるという他にはないブライダル機能

4つの機能を複合した新たな文化の発信拠点として建設された。

## 展望室

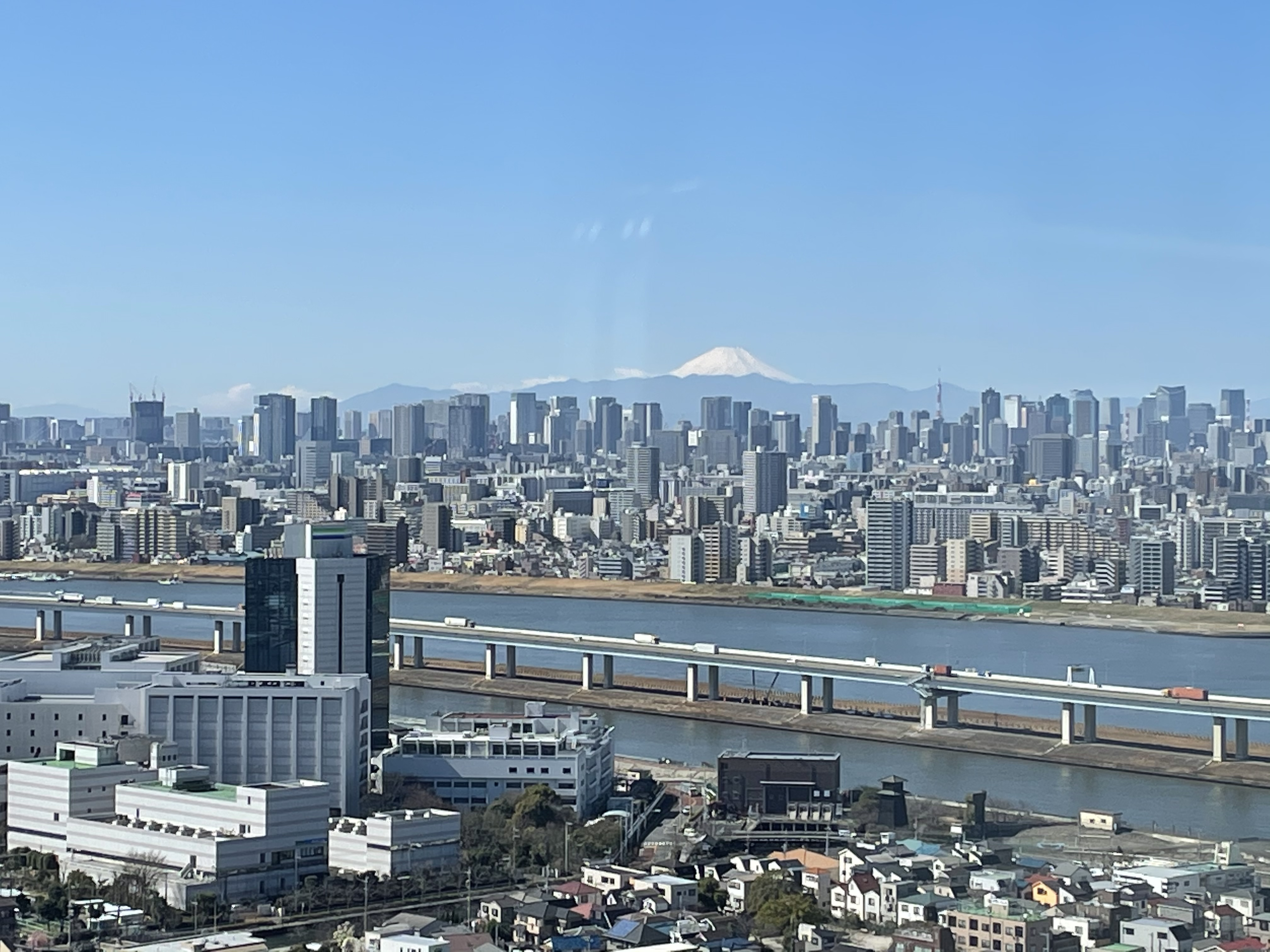
展望室からの展望（南西方向）

タワーの高さは115メートルで、103メートルの位置に展望台がある。展望室部分は二層構造になっている。災害が発生した際に状況を確認できる施設として防災目的で建てられ、タワーの頂点には360度を見渡すカメラがついている。
近隣マンション方面に望遠鏡や望遠レンズを使用すること、三脚を使用することは禁止されている。展望エレベーター運行時間は、午前9時から午後9時30分まで（暴風など、天候により運行を停止する場合がある）。入場無料。

## 館内施設
ホール・会議室
- イベントホール「太陽の間」
面積1500平方メートル。4部屋に分割して使用することも可能。
- バンケットルーム「蓬莱の間」
面積170平方メートル
- 大ホール（750席）
- 小ホール（260席）
- 展示ホール
面積686平方メートル
- 各種会議室・研修室

その他施設
- 展望室
- 船堀シネパル（映画館）
シネパル1（148席[1]）
シネパル2「船堀名画座」[11]（126席[1]）
- 船堀マツヤサロン（結婚式場）
- 駐車場（161台）
- ストリートピアノ[12] - 一人あたりの利用可能時間は10分まで。

商業施設
- サロン・ド・サロン（レストラン）
- 江戸川区医師会医療検査センター
- キャラバンコーヒー
- JTB タワーホール船堀店
- アンテナショップ　エドマチ
- フローリスト花銀
- つきじ 植むら
- 旬泉坊 船堀店
- くまざわ書店 船堀店
- キリンシティ タワーホール船堀店
- 島村楽器ミュージックサロン 船堀店

## ギャラリー

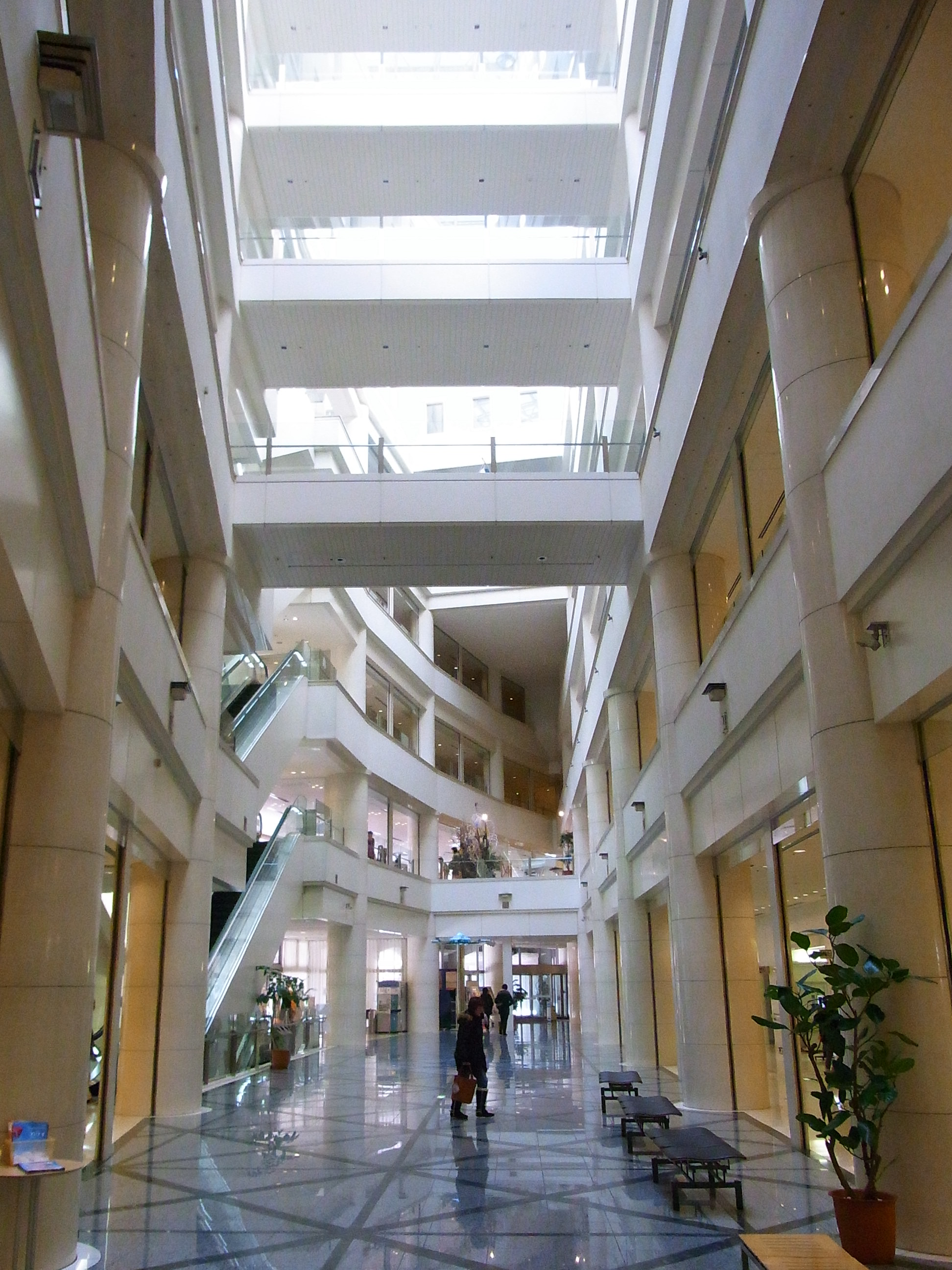
エントランスホール（2011年1月30日）
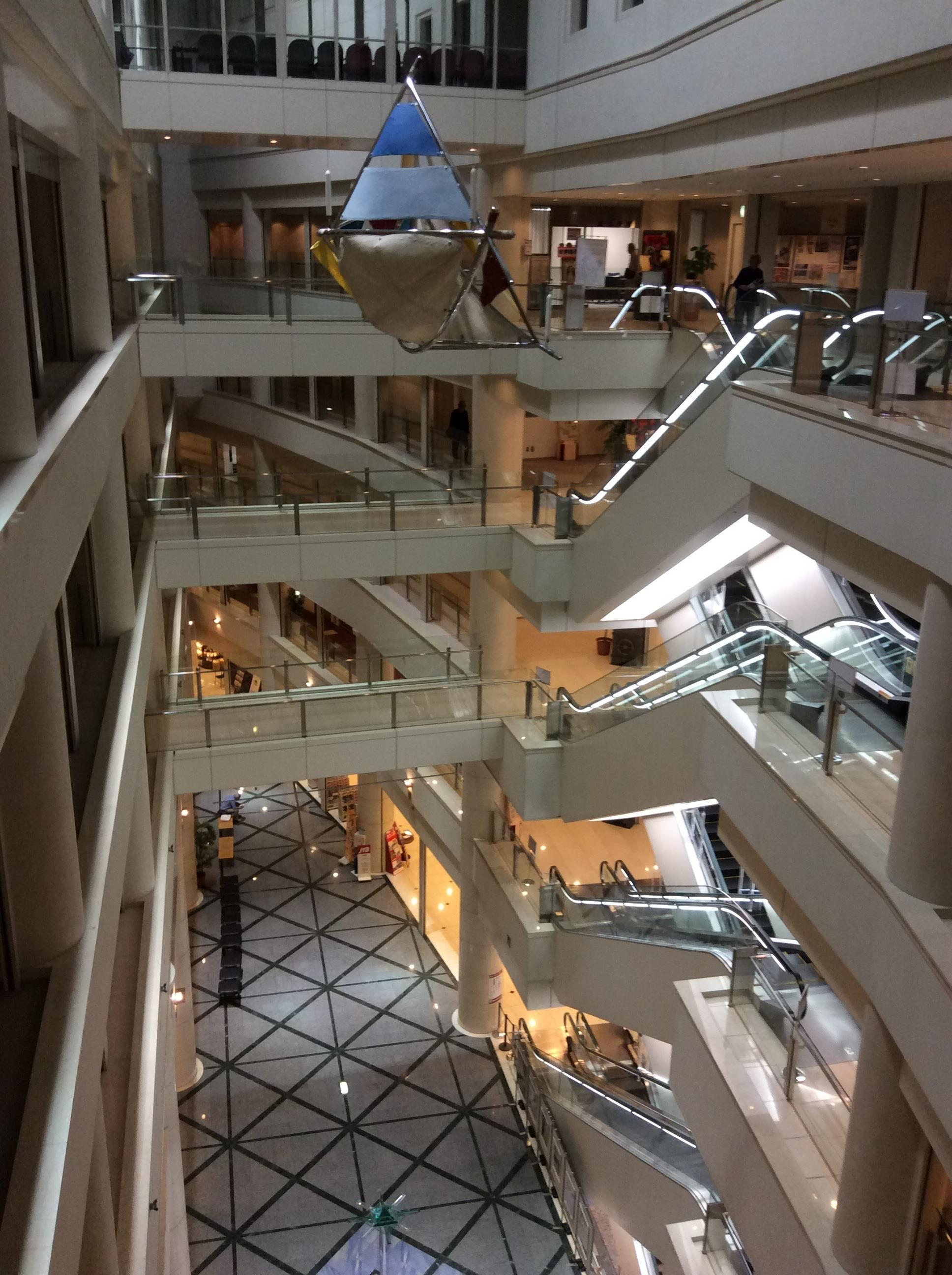
吹抜け（2017年10月1日撮影）
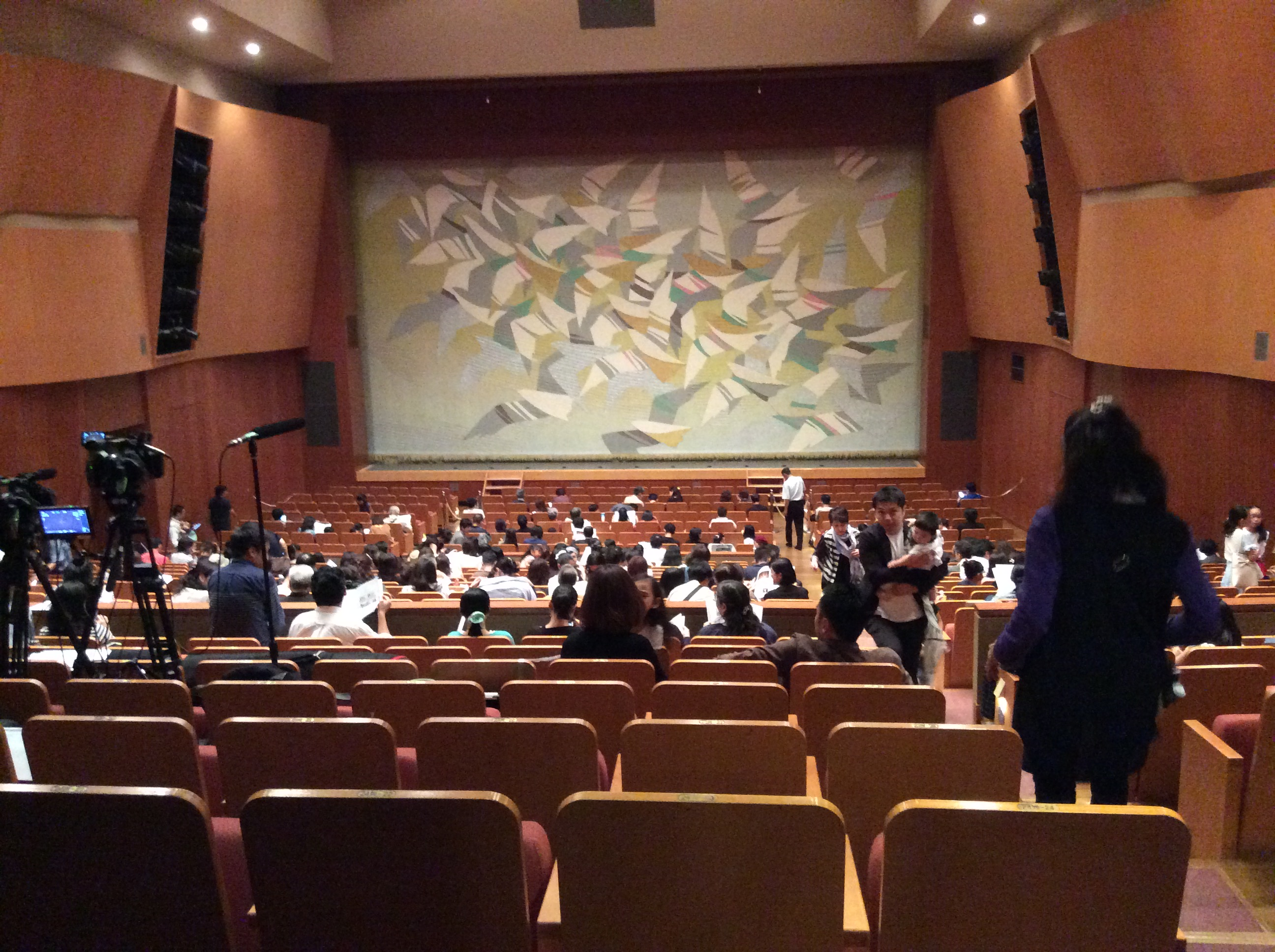
大ホール（2017年10月1日撮影）
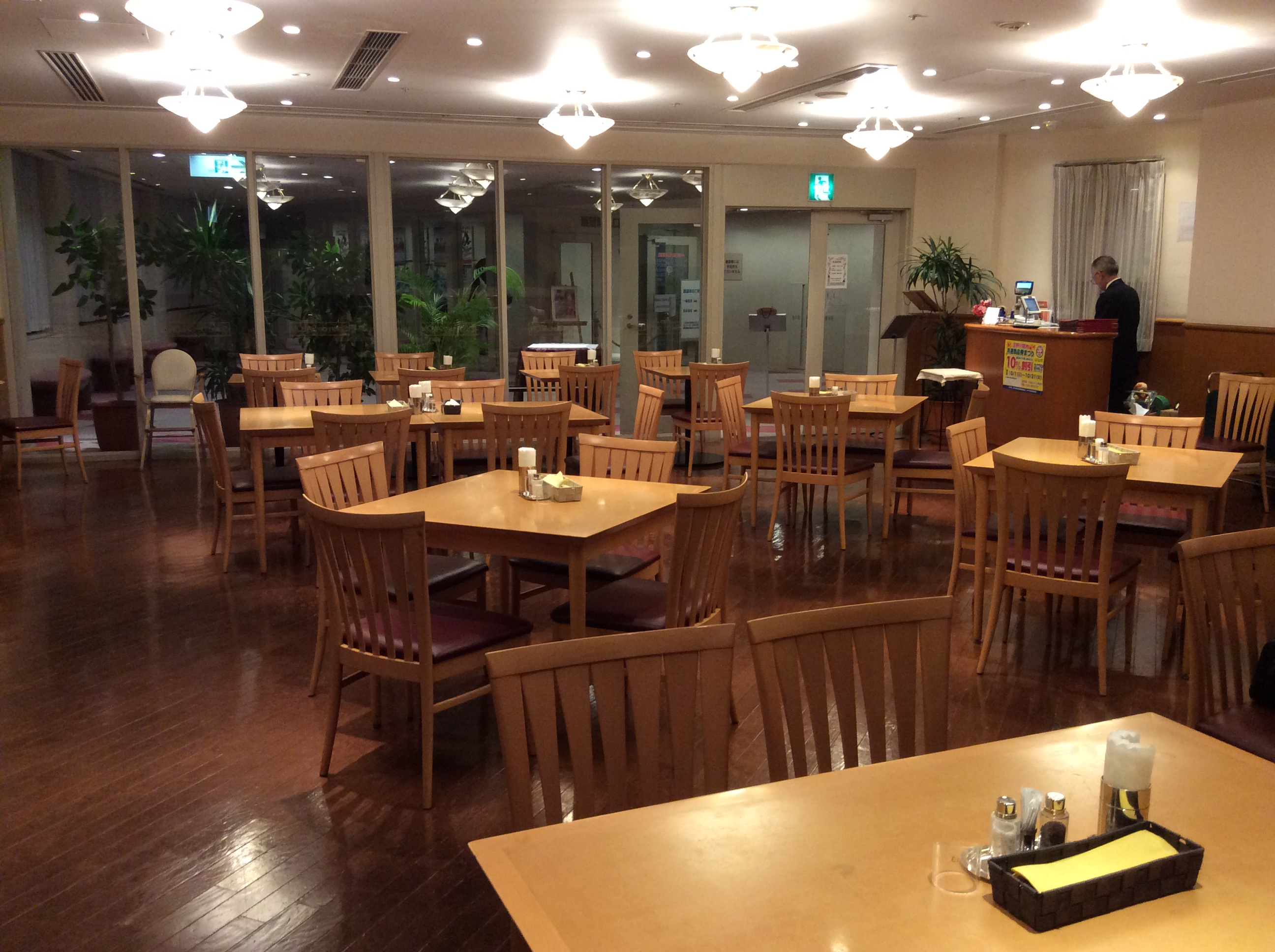
レストラン（7階。2017年10月1日）
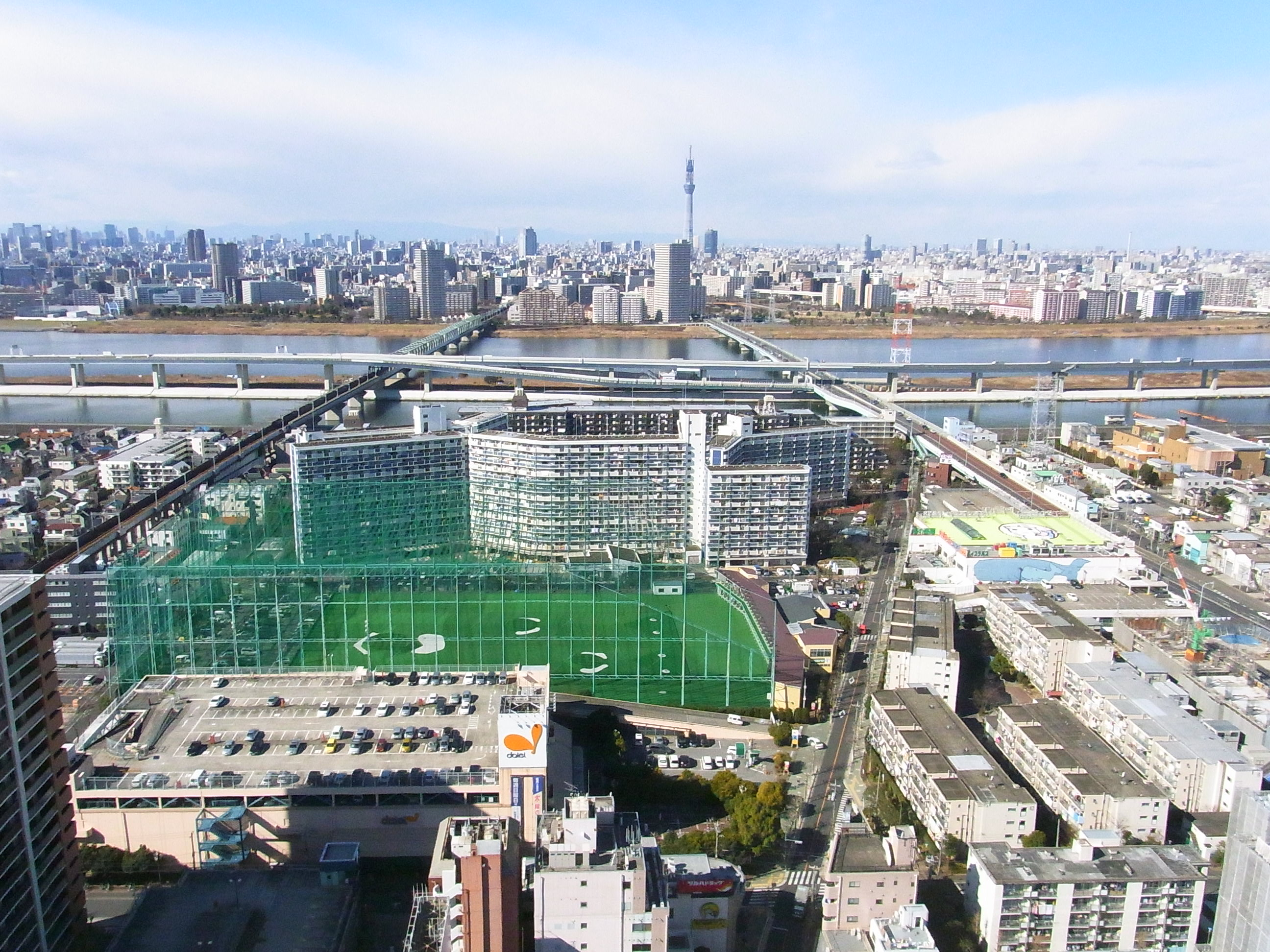
タワーから西側（都心側）を見る（2011年1月30日）
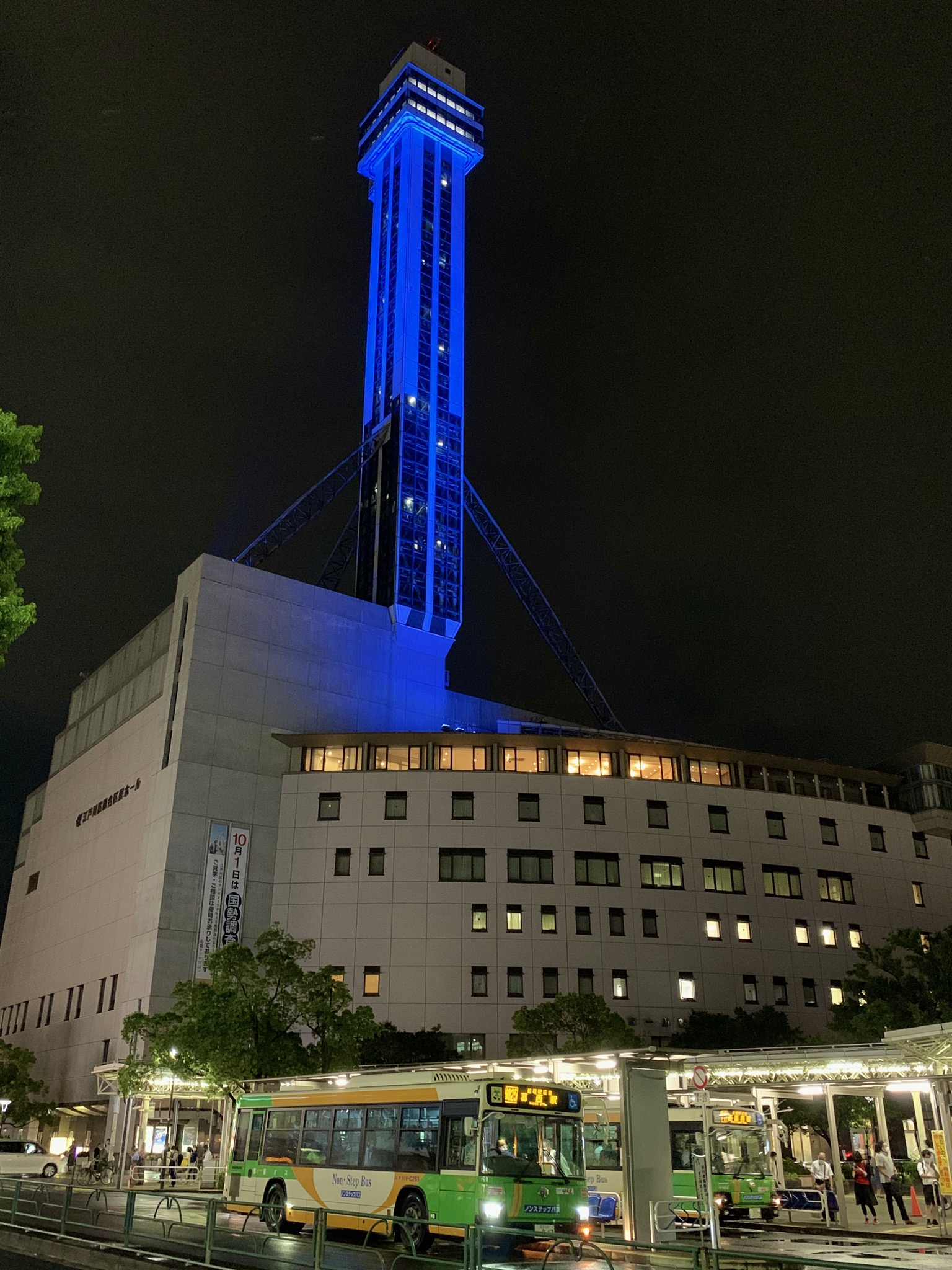
青くライトアップされたタワーホール船堀（2020年9月4日。江戸川区は同年8月1日から「江戸川アラート」として区内のCOVID-19新規陽性者数が前日を上回ると赤、同じなら黄、下回れば青にライトアップした[3]。）
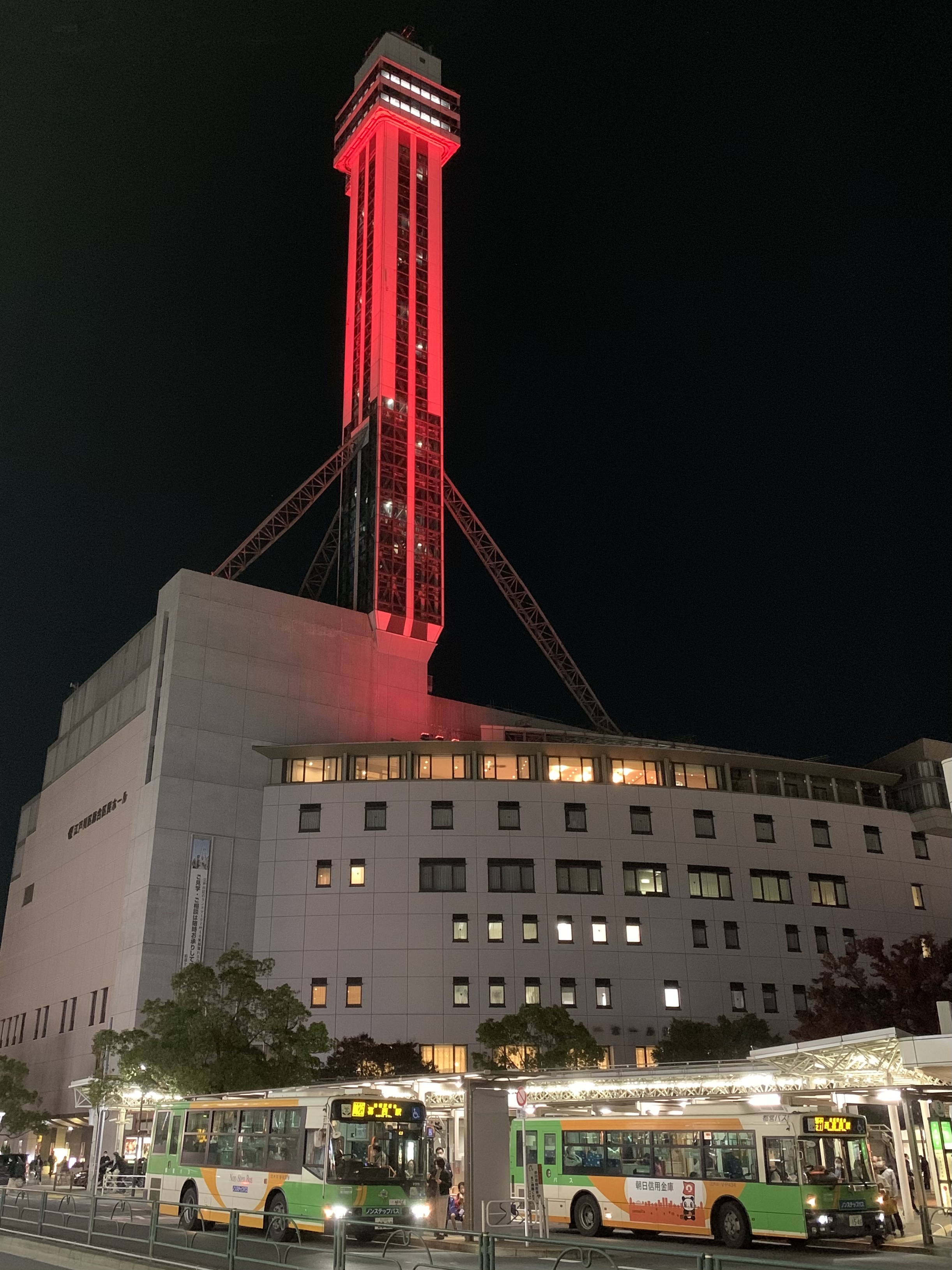
赤くライトアップされたタワーホール船堀（2020年11月5日）

## アクセス
- 公共交通機関
  - 都営新宿線 船堀駅下車、徒歩約1分

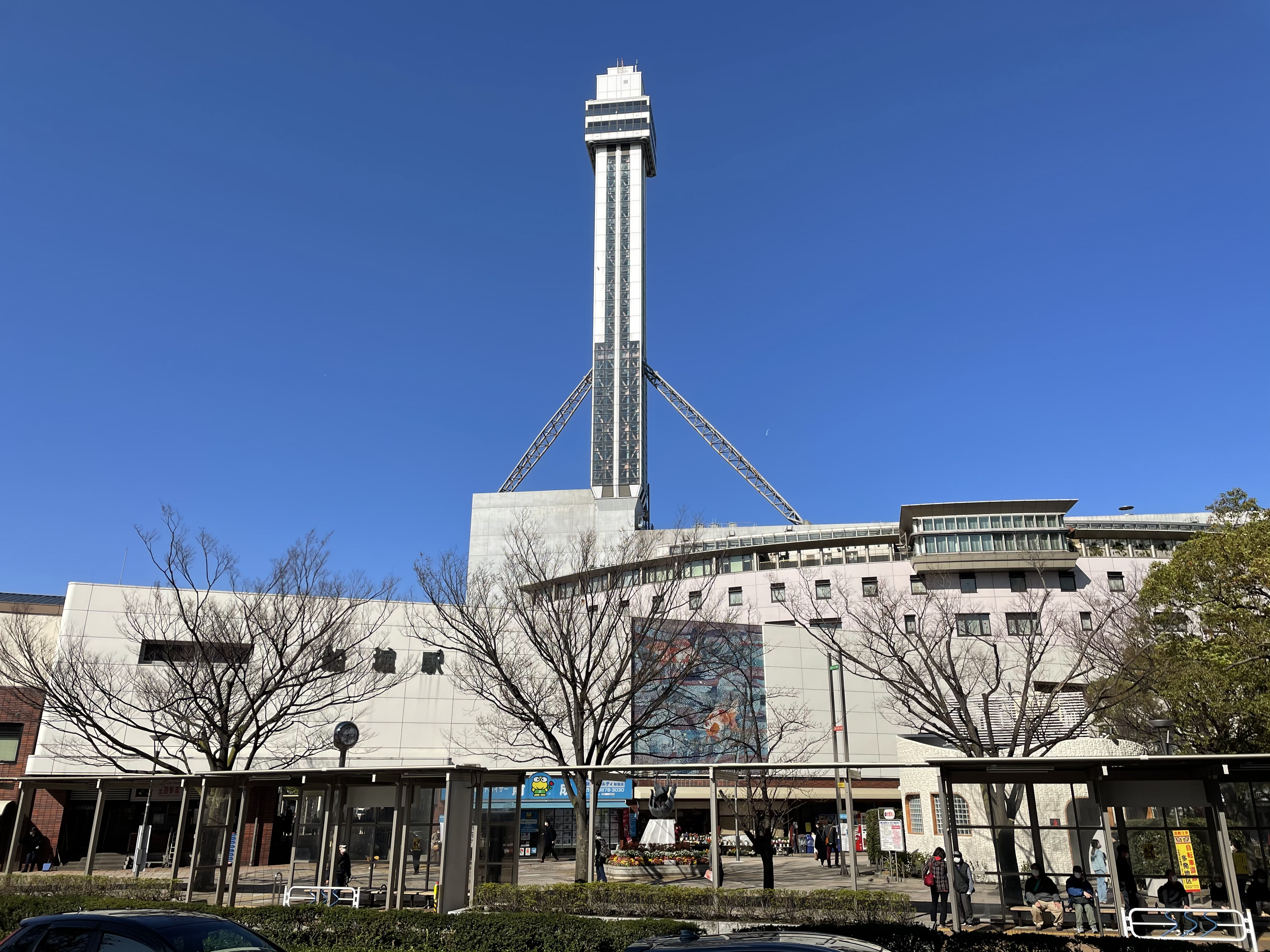
船堀タワーと船堀駅（手前）

  - 都営バス 新小21系統・錦25系統・臨海22系統・葛西24系統・西葛26系統・船28系統船堀駅前停留所下車、徒歩約1分
- 車
  - 船堀街道沿い、船堀駅交差点角
  - 最寄りインターチェンジ
    - 中央環状線（堀切方面）・首都高速小松川線（箱崎方面）小松川出入口
    - 首都高速中央環状線（葛西方面）船堀橋出入口
    - 京葉道路篠崎インターチェンジ